# Comuna Grădiștea, Călărași
Grădiștea (în trecut, Cacomeanca) este o comună în județul Călărași, Muntenia, România, formată din satele Bogata, Cunești, Grădiștea (reședința) și Rasa.

## Așezare
Comuna se află în partea central-sudică a județului, pe malul nordic al Dunării, la vest de orașul Călărași. Este străbătută de șoseaua națională DN31 care leagă Călărașiul de Oltenița, și care se termină, la est de satul Grădiștea, în DN3, care leagă Călărașiul de București.
În comună se află lacul Gălățui.

## Demografie
Componența etnică a comunei Grădiștea
     Români (93,49%)
     Alte etnii (0,27%)
     Necunoscută (6,25%)
Componența confesională a comunei Grădiștea
     Ortodocși (92,64%)
     Alte religii (0,69%)
     Necunoscută (6,67%)
Conform recensământului efectuat în 2021, populația comunei Grădiștea se ridică la 4.499 de locuitori, în scădere față de recensământul anterior din 2011, când fuseseră înregistrați 4.853 de locuitori. Majoritatea locuitorilor sunt români (93,49%), iar pentru 6,25% nu se cunoaște apartenența etnică. Din punct de vedere confesional, majoritatea locuitorilor sunt ortodocși (92,64%), iar pentru 6,67% nu se cunoaște apartenența confesională.

## Politică și administrație
Comuna Grădiștea este administrată de un primar și un consiliu local compus din 13 consilieri. Primarul, Vasile Matei[*], de la Partidul Social Democrat, este în funcție din octombrie 2020. Începând cu alegerile locale din 2024, consiliul local are următoarea componență pe partide politice:
|  | Partid                    | Consilieri | Componența Consiliului | Componența Consiliului | Componența Consiliului | Componența Consiliului | Componența Consiliului | Componența Consiliului | Componența Consiliului | Componența Consiliului | Componența Consiliului |
|  | ------------------------- | ---------- | ---------------------- | ---------------------- | ---------------------- | ---------------------- | ---------------------- | ---------------------- | ---------------------- | ---------------------- | ---------------------- |
|  | Partidul Social Democrat  | 9          |                        |                        |                        |                        |                        |                        |                        |                        |                        |
|  | Partidul Național Liberal | 3          |                        |                        |                        |                        |                        |                        |                        |                        |                        |
|  | Alianța Dreapta Unită     | 1          |                        |                        |                        |                        |                        |                        |                        |                        |                        |

## Istorie
La sfârșitul secolului al XIX-lea, comuna purta numele de Cacomeanca, făcea parte din plasa Borcea a județului Ialomița și avea în compunere doar satul Cacomeanca, cu 1482 de locuitori. În comună erau o școală mixtă cu 48 de elevi (dintre care 8 fete) și o biserică. La acea vreme, pe teritoriul actual al comunei, funcționa în aceeași plasă și comuna Rasa, ce avea o populație de 2282 de locuitori în satele Rasa, Cunești, Bogata, Valdomiru, Glavacioaca și lefterul și în cătunele (târlele) Bechiru, Ovreiu și Malacu. În comuna Rasa existau trei școli mixte (la Rasa, Cunești și Bogata), având în total 230 de elevi; și trei biserici.
Anuarul Socec din 1925 consemnează comunele în plasa Ciocănești a aceluiași județ. Comuna Cacomeanca avea aceeași alcătuire și o populație de 1542 de locuitori, iar comuna Rasa avea în satele Bogata, Cunești, Rasa și Valdomiru 3090 de locuitori.
În 1950, cele două comune au fost arondate raionului Călărași din regiunea Ialomița și apoi (după 1952) din regiunea București. În 1964, satul și comuna Cacomeanca au primit ambele denumirea de Grădiștea. Comunele au revenit la județul Ialomița în 1968, când comuna Rasa a fost desființată și satele ei incluse în comuna Grădiștea; tot atunci, satul Valdomiru a fost desființat și comasat cu satul Rasa. În 1981, o reorganizare administrativă regională a dus la transferarea comunei la județul Călărași.

## Monumente istorice
Șapte obiective din comuna Grădiștea sunt incluse în lista monumentelor istorice din județul Călărași ca monumente de interes local. Trei dintre ele sunt situri arheologice — așezarea din neoliticul mijlociu (cultura Boian) de la Movila Berzei, lângă satul Bogata (500 m sud de podul peste lacul Gălățui; așezarea eneolitică aparținând culturii Gumelnița de la „Măgura Cuneștilor”, punct aflat în extremitatea sudică a satului Cunești, lângă cimitir; și situl de la Grădiștea Ceacu, la 5 km sud de satul Grădiștea, în Lunca Dunării, sit ce cuprinde o așezare neolitică (cultura Boian) și una din epoca bronzului târziu.
Alte două obiective sunt clasificate ca monumente de arhitectură: biserica „Sfântul Ierarh Nicolae” (1872) din satul Bogata; și biserica „Sfântul Nicolae” (1937–1938) din centrul satului Rasa. Celelalte două sunt monumente memoriale sau funerare: obeliscul soldaților ruși căzuți în Războiul Ruso-Turc din 1877–1878 ridicat în 1896 în curtea bisericii „Sfântul Nicolae” din Bogata; și o cruce de piatră aflată în curtea bisericii din Rasa.